# IOWA
IOWA («Айова») — белорусская поп-рок-группа, образованная в 2009 году в Могилёве.

## История
Группа «IOWA» образована в 2009 году в Могилёве, где музыканты изначально играли альтернативный рок с элементами хард-рока. Название дано в честь одноимённого альбома ню-метал-группы Slipknot.
В 2010 году после ряда атмосферных концертов, организованных Виталием Галущаком в Санкт-Петербурге, группа решила переехать в этот город, где участники коллектива живут по сей день. Продюсер — Олег Баранов.
Вокалистка коллектива Екатерина Иванчикова в 2008 году пела в мюзикле Ильи Олейникова «Пророк».

### 2012—2015
В марте 2012 группа стала участником телешоу «Красная Звезда на Первом». В мае того же года клип на песню «Мама» собрал первый миллион просмотров. В июле 2012 группа представляла Россию на конкурсе «Новая волна», где получила специальный приз «Выбор слушателей Love Radio». Коллектив получил также несколько положительных отзывов от Валерии и Нелли Фуртадо. В декабре 2012 года, песня «Мама» вошла в отчётный концерт «Красная Звезда: 20 лучших песен 2012 года», а группа на Национальной музыкальной премии, проводимой Министерством культуры Беларуси, получила звание «Открытие года».
14 января 2013 с песней «Ищу мужа» ребята выступили на телешоу «Давай Поженимся» на Первом канале, а в марте с песней «Мама» появились на проекте «Большие танцы», где работали с командой Волгограда.
В 2014 году группа выпустила свой шестой по счёту клип «Весна». В апреле того же года «IOWA» выпустила новый сингл «Одно и то же». Также эта песня стала саундтреком к сериалу «Кухня». Сингл группы «Простая песня» в этом же месяце стал одним из саундтреков к сериалу «Физрук». 14 мая 2014 года сингл группы «Улыбайся» занял первое место в российском топ-чарте iTunes. 18 мая 2014 года «IOWA» выступила в торговом центре «VEGAS» на «Партийной зоне» на дне рождения телеканала Муз-ТВ. В июне 2014 года сингл группы «Улыбайся» стал одним из саундтреков к сериалам «Сладкая жизнь» и «Кухня». Позже песня заняла второе место среди самых продаваемых русскоязычных песен «iTunes» за первое полугодие 2014 года. Осенью клип на песню «Улыбайся» набрал 3 миллиона просмотров на YouTube. 12 октября «IOWA» вместе с группой «Звери» дала концерт в Олимпийском парке Сочи в рамках развлекательной программы по окончании Гран-при России «Формулы-1»; гонорар группы за это выступление составил 1,3 миллиона рублей.

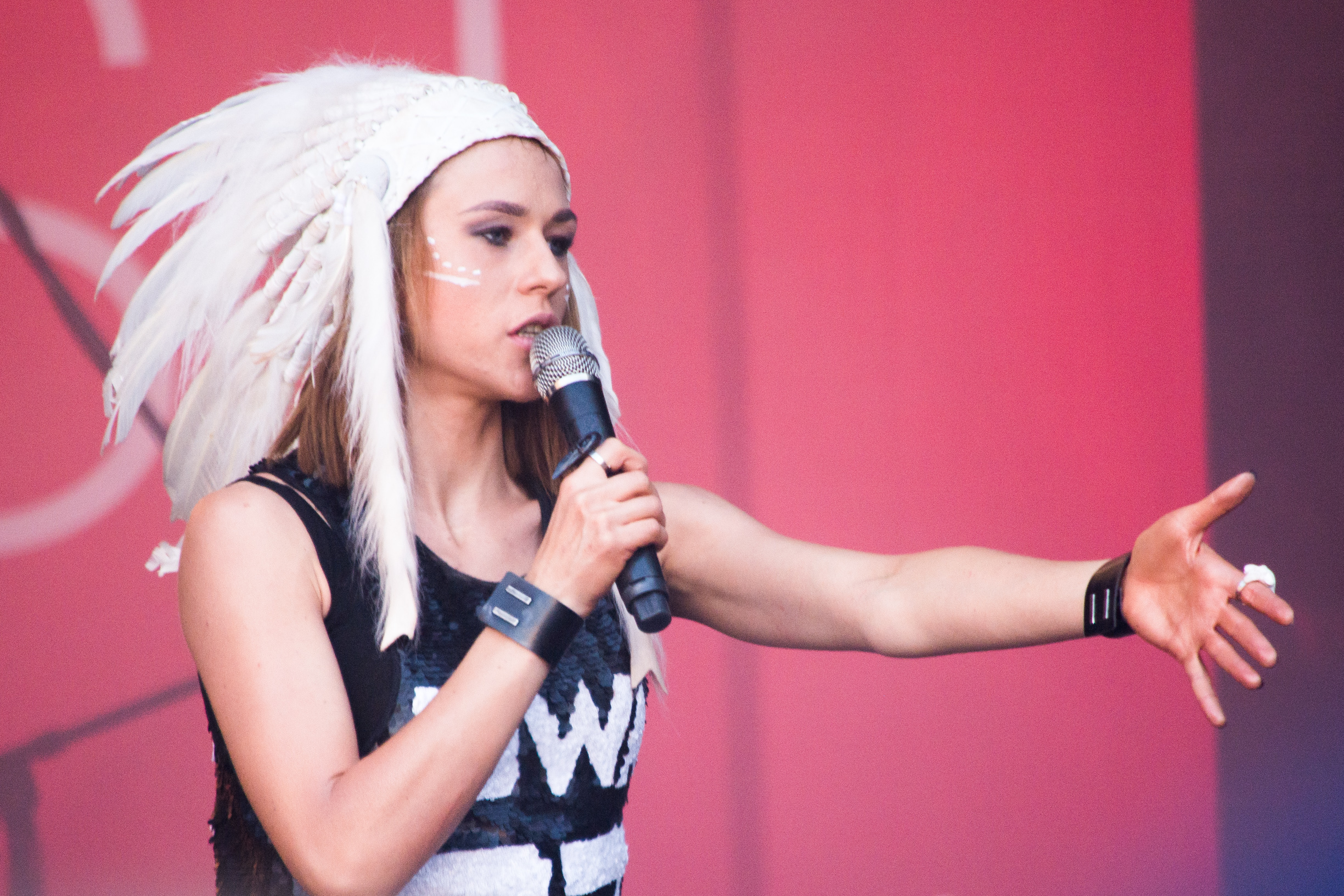
Выступление группы «IOWA» на «LENOVO VIBE Fest» в Санкт-Петербурге

18 ноября 2014 года вышел дебютный альбом группы, который получил название Export.
28 января 2015 года в свет вышел клип «Одно и то же», режиссёром которого стал Владимир Беседин. Также группа стала обладателем приза «За популяризацию белорусской музыки за рубежом» на национальной белорусской музыкальной премии «Лира». 30 марта «IOWA» попала в номинацию «Лучшая группа» на Премии RU.TV 2015. 31 марта стало известно, что группа номинированы на Премию Муз-ТВ 2015 в категориях «Прорыв года» и «Лучшая песня» за сингл «Маршрутка».
8 апреля 2015 года состоялся первый большой сольный концерт группы в Москве в Crocus City Hall. 6 июня с большой сольной программой «IOWA» выступила в Минске.
15 сентября группа стала номинантом премии MTV EMA 2015 в категории «Лучший российский артист». 2 июля состоялась премьера второго видеоклипа на песню «Одно и то же», только на этот раз на ремикс Ivan Spell. 23 сентября «IOWA» представила свою новую песню «Бьёт бит». 2 октября вышел тизер к предстоящему клипу, а уже 7 октября публике было представлено видео.
3 октября группа с хитом «Маршрутка» выступила на открытии Новой волны 2015, а 7 октября на том же конкурсе презентовала новую песню «Бьёт бит». 21 ноября группа «IOWA» исполнила хит «Улыбайся» на двадцатой церемонии вручения музыкальной премии «Золотой граммофон 2015», где получила свою первую награду. 29 ноября стало известно, что группа представлена в номинациях «Песня года» («Маршрутка») и «Лучшая поп-группа» на «Первой российской национальной музыкальной премии». Одержать победу не удалось ни в одной категории.

### 2016 — н. в.
1 января 2016 года «IOWA» выступила с хитом «Маршрутка» на «Новогодней ночи на Первом канале». 27 января состоялась премьера тизера нового сингла и видеоклипа группы — «Три дня холода». 1 февраля состоялась премьера песни, 16 февраля — клипа. 3 февраля было объявлено, что группа представлена в номинации «Любимый российский исполнитель» на премии «Kids’ Choice Awards 2016».14 февраля «IOWA» выступила на «Big Love Show 2016», где исполнила «Бьёт бит», «Маршрутка», «Одно и то же» и «Улыбайся».
Солистка группы, Катя Иванчикова, озвучила главную героиню в мультфильме «Волки и овцы: безумное превращение» и записала к нему заглавный саундтрек «Оставайся собой».
13 апреля стало известно, что «IOWA» представлена в номинации «Лучшая поп-группа» на Премии Муз-ТВ 2016, а 28 апреля — на Премии RU.TV 2016 в номинациях «Лучшая группа» и «Звезда танцпола» (лучший танцевальный клип). 30 апреля группа выступила с композицией «Радость» на шоу «Танцы». 11 мая состоялась премьера нового сингла, который получил название «140». 27 мая был представлен видеоклип. 28 мая «IOWA» с песней «Бьёт бит» выступила на Премии RU.TV 2016, где ей удалось победить в номинации «Лучшая группа». Во время перформанса случился казус: у солистки долгое время не работал микрофон, из-за чего ей пришлось только танцевать почти половину выступления. 3 сентября группа с композицией «140» выступила на открытии Новой волны 2016. 5 сентября группа приступила к съёмкам видеоклипа на новый сингл «Мои стихи, твоя гитара». 3 октября был представлен тизер клипа, а 25 октября — само видео. Релиз песни состоялся 20 октября.
Предзаказ и трек-лист второго студийного альбома группы, получившего название «Import», появились на ITunes 6 октября. В тот же день состоялась премьера одной из песен с грядущей пластинки — «Немею». Релиз лонгплея состоялся 1 ноября.
3 декабря было объявлено, что «IOWA» представлена в номинациях «Песня года» («Бьёт бит») и «Лучшая поп-группа» на «Второй российской национальной музыкальной премии».
23 декабря в полуфинале 5 сезона шоу «Голос» Екатерина Иванчикова вместе с Михаилом Житовым и Сардором Милано исполнила композицию «Бьёт бит».
11 февраля 2017 года группа выступила на ежегодном «Big Love Show» с хитами «Маршрутка», «140» и «Мои стихи, твоя гитара». 14 февраля «IOWA» посетила шоу «Вечерний Ургант», где исполнила сингл «Мои стихи, твоя гитара». 15 марта альбом «Import» получил номинацию в категории «Лучший белорусский поп-альбом» премии портала «Experty.by». 23 марта группа была объявлена победителем. 16 марта была представлена новая версия песни «Я так люблю» в виде ремикса от Bestoloch, которая стал новым синглом в поддержку второго студийного альбома группы. 13 апреля стало известно, что «IOWA» представлена в номинации «Лучшая поп-группа» на Премии Муз-ТВ 2017. Также группа получила номинацию «Лучший видеоклип» за «Мои стихи, твоя гитара» на Премии RU.TV 2017.
17 мая 2017 состоялась премьера клипа на новую песню «Красота» с участием нестандартных моделей и людей с инвалидностью. Режиссёром видео стала Алина Пязок. В дальнейшем клип был удалён с официальных каналов Youtube. 21 сентября вышел сингл «Плохо танцевать», а через неделю состоялся релиз видеоклипа.
21 октября начала гастрольный тур «Плохо танцевать» начав сольным концертом в Санкт-Петербурге.
В ноябре совместно с Сержем Танкяном группа записала саундтрек «Прекрасный день, чтобы умереть» («A Fine Morning To Die») к фильму «Легенда о Коловрате».

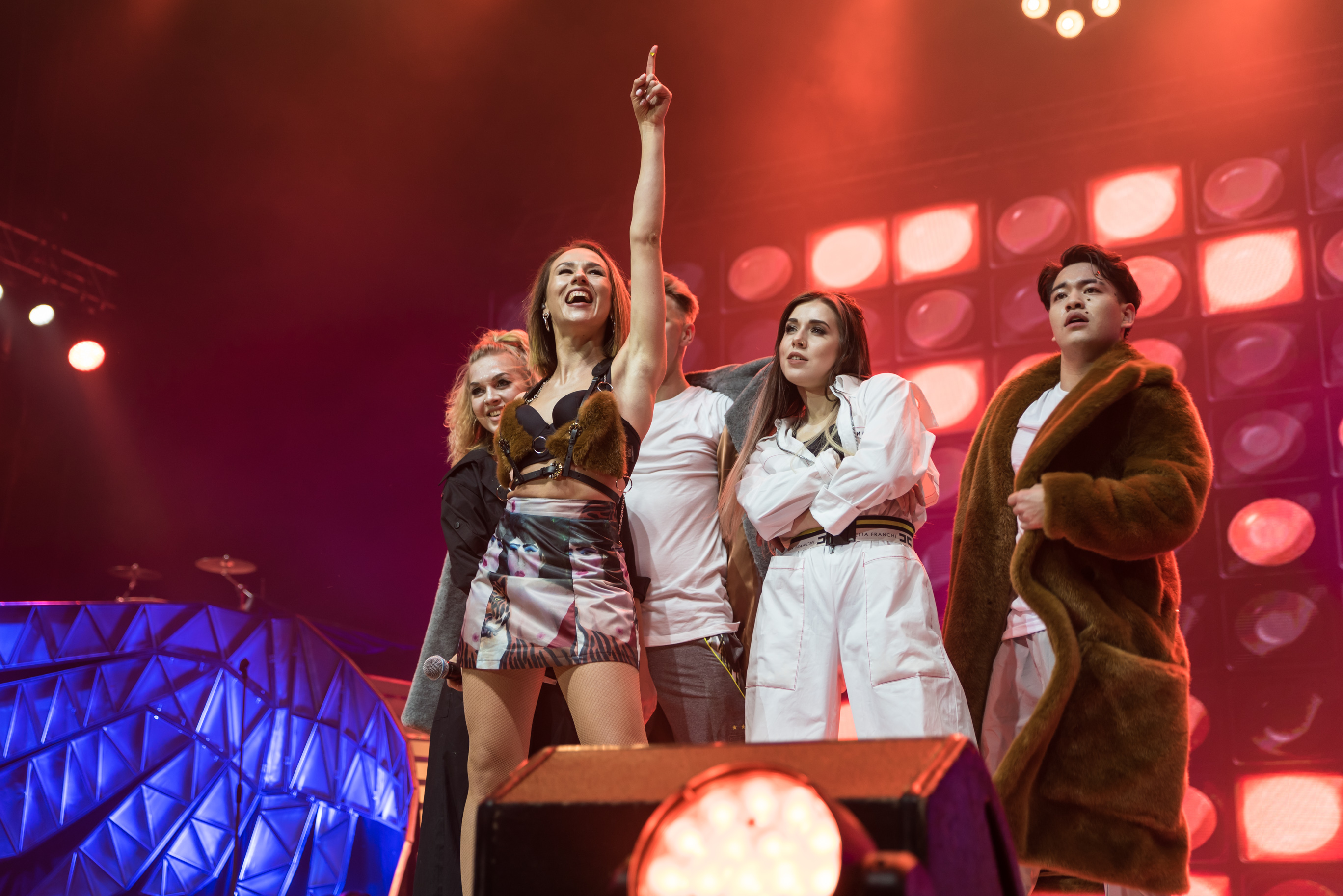
IOWA на Big Love Show 2018

За композицию «Мои стихи, твоя гитара» коллектив получил премию «Высшая лига». На «Третьей российской национальной музыкальной премии» «IOWA» была представлена в категории «Лучшая поп-группа», в которой стала победителем. Эта награда стала первой для коллектива на данной премии. Кроме того, «IOWA» выступила на церемонии с песней «Плохо танцевать».
31 декабря в программе «Новогодняя ночь на Первом канале» коллектив выступил сингла «Плохо танцевать».
3 марта 2018 года состоялась премьера песни «Падай», а 13 марта был презентован видеоклип. Уже 16 мая вышел новый сингл, получивший название «Молчишь на меня». Кроме того, коллектив получил номинации на Премии Муз-ТВ 2018 и Премии RU.TV 2018. В конце мая стало известно, что «IOWA» записали дуэт c Еленой Темниковой.
11 мая 2019 года участвовала в проекте шоу «Песни» на ТНТ и выступила совместно с Кириллом Медниковым из команды Gazgolder на песню Маяки.
16 августа 2020 на официальном YouTube-канале группы был выпущен клип «Мечта» в знак поддержки протестующих в Белоруссии. 17 декабря того же года была выпущена live-версия клипа снятая одним дублем в декорациях храма совместно с хором «EtnoDeffki». Также вокалистка группы Екатерина Иванчикова не раз высказывалась о своём отношении к протестам в своём Instagram и в интервью.

## Состав
- Екатерина Иванчикова — вокал, автор песен;
- Леонид Терещенко — гитара, автор песен;
- Василий Буланов — ударные, DJ;
- Александр Гаврилов — бас-гитара, клавишные;
- Макс Боровиков — концертный менеджер.

## Дискография

### Студийные альбомы
- Export (2014)
- Import (2016)
- «#людимаяки» (2020)
- «Кассиопея» (2023)

### Синглы
| Год  | Название песни                                        | Альбом       |
| ---- | ----------------------------------------------------- | ------------ |
| 2011 | «Простая песня»                                       | Export       |
| 2012 | «Мама»                                                | Export       |
| 2012 | «Улыбайся»                                            | Export       |
| 2012 | «Ищу мужа»                                            | Export       |
| 2013 | «Невеста»                                             | Export       |
| 2014 | «Маршрутка»                                           | Export       |
| 2014 | «Радость»                                             | Export       |
| 2015 | «Одно и то же»                                        | Export       |
| 2015 | «Бьёт бит»                                            | Import       |
| 2016 | «Три дня холода»                                      | Import       |
| 2016 | «140»                                                 | Import       |
| 2016 | «Мои стихи, твоя гитара»                              | Import       |
| 2017 | «Я так люблю»                                         | Import       |
| 2017 | «Красота»                                             | вне альбома  |
| 2017 | «Плохо танцевать»                                     | вне альбома  |
| 2018 | «Падай»                                               | вне альбома  |
| 2018 | «Молчишь на меня»                                     | вне альбома  |
| 2018 | «Я заболела тобой»                                    | вне альбома  |
| 2019 | «Пой»                                                 | «#людимаяки» |
| 2019 | «Маяки»                                               | «#людимаяки» |
| 2020 | «В танце»                                             | вне альбома  |
| 2020 | «#душнодует»                                          | вне альбома  |
| 2020 | «Спайси»                                              | вне альбома  |
| 2021 | «Возьми на радость из моих ладоней»                   | вне альбома  |
| 2021 | «Зеленоглазое такси» (feat. RSAC)                     | вне альбома  |
| 2021 | «Весна» (feat. Tareq)                                 | вне альбома  |
| 2021 | «Бросай»                                              | вне альбома  |
| 2021 | «Яблоко» (feat. Ёлка)                                 | вне альбома  |
| 2021 | «Не понимаю» (feat. TAYÖKA)                           | вне альбома  |
| 2021 | «Money Race»                                          | вне альбома  |
| 2022 | «Пусть боль уйдёт» (feat. Nila Mania)                 | вне альбома  |
| 2022 | «Знаки»                                               | вне альбома  |
| 2022 | «Мотылёк» (feat. Мэйби Бэйби)                         | вне альбома  |
| 2022 | «Свинка-копилка»                                      | вне альбома  |
| 2022 | «Плохая погода»                                       | вне альбома  |
| 2022 | «Пряталась в ванной» (кавер на песню Мари Краймбрери) | вне альбома  |
| 2022 | «Моя мама — супергерой» (feat. Цветняшки)             | вне альбома  |
| 2023 | «Плохая погода»                                       | «Кассиопея»  |
| 2023 | «Зебра»                                               | «Кассиопея»  |
| 2023 | «Парад планет»                                        | «Кассиопея»  |
| 2023 | «Фотография 9x12»                                     | вне альбома  |
| 2024 | «Кусь»                                                | вне альбома  |
|      | «Кофевечеринка»                                       |              |
|      | «Снег идёт»                                           |              |

## Видеоклипы
| Год  | Клип                                | Режиссёр                        | Альбом       |
| ---- | ----------------------------------- | ------------------------------- | ------------ |
| 2011 | Простая песня                       | Валентин Рудаков                | Export       |
| 2012 | Мама                                | Олег Баранов                    | Export       |
| 2012 | Улыбайся                            | Родион Жабрев                   | Export       |
| 2012 | Ищу мужа                            | Олег Баранов и Валентин Рудаков | Export       |
| 2013 | Невеста                             | Родион Жабрев                   | Export       |
| 2014 | Весна                               | Валерия Вегнер                  | Export       |
| 2014 | Маршрутка                           | Рустам Романов                  | Export       |
| 2015 | Одно и то же                        | Владимир Беседин                | Export       |
| 2015 | Одно и то же (Ivan Spell Remix)     | Владимир Беседин                | Export       |
| 2015 | Бьёт бит                            | Владимир Беседин                | Import       |
| 2016 | Три дня холода                      | Валерий Невин                   | Import       |
| 2016 | 140                                 | Виктория Попова                 | Import       |
| 2016 | Мои стихи, твоя гитара              | Виктория Попова                 | Import       |
| 2017 | Красота                             | Алина Пязок                     | вне альбома  |
| 2017 | Плохо танцевать                     | Таню Муиньо                     | вне альбома  |
| 2018 | Падай                               | Иван Трояновский                | вне альбома  |
| 2018 | Молчишь на меня                     | Леонид Колосовский              | вне альбома  |
| 2018 | Я заболела тобой                    | Павелс Фукс                     | вне альбома  |
| 2019 | Маяки                               | Владимир Беседин                | «#людимаяки» |
| 2020 | В Танце                             | Ника Сафонова                   | «#людимаяки» |
| 2020 | Потанцуй со мной                    | Таня Муиньо                     | «#людимаяки» |
| 2020 | Спайси                              | нет данных                      | вне альбома  |
| 2021 | Возьми на радость из моих ладоней   | нет данных                      | вне альбома  |
| 2021 | Зеленоглазое такси (feat. RSAC)     | Маша Жемчужина                  | вне альбома  |
| 2021 | Бросай                              | Егор Мясников и Яков Миленький  | вне альбома  |
| 2021 | Яблоко (feat. Ёлка)                 | нет данных                      | вне альбома  |
| 2021 | Money Race                          | нет данных                      | вне альбома  |
| 2022 | Пусть боль уйдёт (feat. Nila Mania) | Маша Жемчужина                  | вне альбома  |
| 2022 | Знаки                               | Иван Трояновский                | вне альбома  |
| 2023 | Плохая погода                       | Полина Люмьер                   | вне альбома  |

## Награды и номинации
| Год  | Премия                                                   | Категория                                               | Результат |
| ---- | -------------------------------------------------------- | ------------------------------------------------------- | --------- |
| 2012 | Национальная музыкальная премия Республики Беларусь 2012 | «Открытие года»                                         | Победа    |
| 2012 | Новая волна 2012                                         | «Выбор слушателей» — «Мама»                             | Победа    |
| 2013 | Премия RU.TV 2013                                        | «Реальный приход» — «Ищу мужа»                          | Номинация |
| 2013 | Реальная премия MusicBox 2013                            | «Креатив года» — «Невеста»                              | Номинация |
| 2014 | Реальная премия MusicBox 2014                            | «Лучший POP ROCK» — «Улыбайся»                          | Номинация |
| 2015 | Национальная белорусская музыкальная премия «Лира»       | «Приз „За популяризацию белорусской музыки за рубежом“» | Победа    |
| 2015 | Премия RU.TV 2015                                        | «Лучшая группа»                                         | Номинация |
| 2015 | Премия RU.TV 2015                                        | «Dolce Vita»                                            | Номинация |
| 2015 | Премия Муз-ТВ 2015                                       | «Прорыв года» за песню «Маршрутка»                      | Номинация |
| 2015 | Премия Муз-ТВ 2015                                       | «Лучшая песня» — «Маршрутка»                            | Номинация |
| 2015 | MTV Europe Music Awards 2015                             | «Лучший российский исполнитель»                         | Номинация |
| 2015 | Реальная премия MusicBox 2015                            | «Лучшая группа»                                         | Номинация |
| 2015 | Золотой граммофон                                        | «Улыбайся»                                              | Победа    |
| 2015 | Первая российская национальная музыкальная премия        | «Песня года» — «Маршрутка»                              | Номинация |
| 2015 | Первая российская национальная музыкальная премия        | «Лучшая поп-группа»                                     | Номинация |
| 2016 | Kids’ Choice Awards 2016                                 | «Любимый российский исполнитель»                        | Номинация |
| 2016 | Премия RU.TV 2016                                        | «Лучший танцевальный клип» — «Бьёт бит»                 | Номинация |
| 2016 | Премия RU.TV 2016                                        | «Лучшая группа»                                         | Победа    |
| 2016 | Премия Муз-ТВ 2016                                       | «Лучшая поп-группа»                                     | Номинация |
| 2016 | Реальная премия MusicBox 2016                            | «Группа года»                                           | Номинация |
| 2016 | Российская национальная музыкальная премия «Виктория»    | «Песня года» — «Бьёт бит»                               | Номинация |
| 2016 | Российская национальная музыкальная премия «Виктория»    | «Лучшая поп-группа»                                     | Номинация |
| 2017 | Премия портала «Experty.by»                              | «Лучший белорусский поп-альбом» — «Import»              | Победа    |
| 2017 | Премия RU.TV 2017                                        | «Лучший видеоклип»                                      | Номинация |
| 2017 | Премия Муз-ТВ 2017                                       | «Лучшая поп-группа»                                     | Номинация |
| 2017 | Высшая лига                                              | «Мои стихи, твоя гитара»                                | Победа    |
| 2017 | Российская национальная музыкальная премия «Виктория»    | «Лучшая поп-группа»                                     | Победа    |
| 2018 | Премия RU.TV 2018                                        | «Лучший танцевальный клип» — «Плохо танцевать»          | Победа    |
| 2018 | Премия Муз-ТВ 2018                                       | «Лучшая поп-группа»                                     | Номинация |